# Giovanni Gonzaga (governatore di Acqui)
Giovanni Gonzaga (Mantova, 26 luglio 1671 – Mantova, 27 ottobre 1743) è stato un nobile italiano.

## Biografia
Era figlio naturale legittimato dell'ultimo duca di Mantova Ferdinando Carlo di Gonzaga-Nevers, nato da una relazione con Eleonora Parma.
Il giovane avrebbe dovuto intraprendere la carriera ecclesiastica, ma nel 1683 la nonna paterna Isabella Clara d'Austria, temendo la fine della dinastia gonzaghesca, inviò una supplica a Papa Innocenzo XI affinché intercedesse presso l'imperatore richiedendo la successione al ducato di Mantova per il nipote. Fu educato dai Gesuiti di Bologna e, tornato a Mantova nel 1700, venne nominato dal padre abate della Basilica palatina di Santa Barbara, carica alla quale rinunciò nel 1701.
Incline al gioco, venne inviato a Parigi dove nel 1705 sposò la nobile Carlotta Isabella (1686-?), figlia di Pietro de Gibanel de Combardel, signore di la Charlanne e de la Mauransane.
Al ritorno in Italia nel 1706 il padre lo nominò governatore di Acqui. A seguito dell'occupazione austriaca, Giovanni fu costretto a fuggire e si ritirò dapprima a Cremona e in seguito a Mantova, dove morì nel 1743. Venne sepolto nella scomparsa chiesa delle Quarant'ore.
Alla morte del padre Ferdinando nel 1708, Giovanni rivendicò inutilmente la successione al Ducato di Mantova e del Monferrato.
Il figlio Filippo proseguì, senza tuttavia alcun risultato, le pretensione dinastiche paterne.

## Ascendenza
|                                       |   |                          | Genitori                    |  |  | Nonni |  |  | Bisnonni                   |  |  | Trisnonni                     |  |
|                                       |   |                          |                             |  |  |       |  |  | 8. Carlo di Gonzaga-Nevers |  |  | 16. Carlo I di Gonzaga-Nevers |  |
|                                       |   |                          |                             |  |  |       |  |  | 8. Carlo di Gonzaga-Nevers |  |  | 16. Carlo I di Gonzaga-Nevers |  |
|                                       |   | 17. Caterina di Lorena   |                             |  |  |       |  |  | 8. Carlo di Gonzaga-Nevers |  |  |                               |  |
| 4. Carlo II di Gonzaga-Nevers         |   |                          |                             |  |  |       |  |  | 8. Carlo di Gonzaga-Nevers |  |  |                               |  |
|                                       |   | 9. Maria Gonzaga         | 18. Francesco IV Gonzaga    |  |  |       |  |  |                            |  |  |                               |  |
|                                       |   | 9. Maria Gonzaga         | 18. Francesco IV Gonzaga    |  |  |       |  |  |                            |  |  |                               |  |
|                                       |   | 9. Maria Gonzaga         | 19. Margherita di Savoia    |  |  |       |  |  |                            |  |  |                               |  |
| 2. Ferdinando Carlo di Gonzaga-Nevers |   | 9. Maria Gonzaga         |                             |  |  |       |  |  |                            |  |  |                               |  |
|                                       |   | 10. Leopoldo V d'Austria | 20. Carlo II d'Austria      |  |  |       |  |  |                            |  |  |                               |  |
|                                       |   | 10. Leopoldo V d'Austria | 20. Carlo II d'Austria      |  |  |       |  |  |                            |  |  |                               |  |
|                                       |   | 10. Leopoldo V d'Austria | 21. Maria Anna di Baviera   |  |  |       |  |  |                            |  |  |                               |  |
| 5. Isabella Clara d'Austria           |   | 10. Leopoldo V d'Austria |                             |  |  |       |  |  |                            |  |  |                               |  |
|                                       |   | 11. Claudia de' Medici   | 22. Ferdinando I de' Medici |  |  |       |  |  |                            |  |  |                               |  |
|                                       |   | 11. Claudia de' Medici   | 22. Ferdinando I de' Medici |  |  |       |  |  |                            |  |  |                               |  |
|                                       |   | 11. Claudia de' Medici   | 23. Cristina di Lorena      |  |  |       |  |  |                            |  |  |                               |  |
| 1. Giovanni Gonzaga                   |   | 11. Claudia de' Medici   |                             |  |  |       |  |  |                            |  |  |                               |  |
|                                       | … | …                        |                             |  |  |       |  |  |                            |  |  |                               |  |
|                                       | … | …                        |                             |  |  |       |  |  |                            |  |  |                               |  |
|                                       | … | …                        |                             |  |  |       |  |  |                            |  |  |                               |  |
| …                                     | … |                          |                             |  |  |       |  |  |                            |  |  |                               |  |
|                                       |   | …                        | …                           |  |  |       |  |  |                            |  |  |                               |  |
|                                       |   | …                        | …                           |  |  |       |  |  |                            |  |  |                               |  |
|                                       |   | …                        | …                           |  |  |       |  |  |                            |  |  |                               |  |
| 3. Eleonora Parma                     |   | …                        |                             |  |  |       |  |  |                            |  |  |                               |  |
|                                       |   | …                        | …                           |  |  |       |  |  |                            |  |  |                               |  |
|                                       |   | …                        | …                           |  |  |       |  |  |                            |  |  |                               |  |
|                                       |   | …                        | …                           |  |  |       |  |  |                            |  |  |                               |  |
| …                                     |   | …                        |                             |  |  |       |  |  |                            |  |  |                               |  |
|                                       |   | …                        | …                           |  |  |       |  |  |                            |  |  |                               |  |
|                                       |   | …                        | …                           |  |  |       |  |  |                            |  |  |                               |  |
|                                       |   | …                        | …                           |  |  |       |  |  |                            |  |  |                               |  |
|                                       |   | …                        |                             |  |  |       |  |  |                            |  |  |                               |  |

## Discendenza
Giovanni e Isabella ebbero tre figli:
- Chiara (?-1770), sposò Girolamo Sannazzaro (?-1772)
- Filippo (1709-1778), militare di artiglieria, sposò Rosalia Batthiany
- Francesca (1708-1794), sposò Antonio Mazzetti